# Enicospilus octus
Enicospilus octus là một loài tò vò trong họ Ichneumonidae.